# Pseudopasilia
Pseudopasilia is een monotypisch geslacht van kevers uit de familie van de kortschildkevers (Staphylinidae).

## Soort
- Pseudopasilia testacea Brisout, 1863